# 以偏概全
以偏概全（英語：hasty generalization）是指以少數的例證或特殊的情形，強行概括整體。

## 常見形式
以偏概全有幾種常見的形式：
- 只根據部分案例推論一般性規律（偏差樣本、輕率概化、軼事證據）
- 只根據部分案例的特質推論整個群體的一般性特質（合成謬誤）
- 只根據部分特例否定一般性通則（逆偶例謬誤）
- 只根據部分支持的證據支持一個論點（單方論證）
- 暈輪效應

## 示例
例一

俄羅斯人都喜歡喝伏特加。

不一定所有俄羅斯人都喜歡喝伏特加。這種即為常見的合成謬誤。
例二

某甲嚴詞批判某乙的作為，還把事情鬧得很大，而就我個人的經驗來看，某乙是個好人，可見某甲只是無來由地厭惡某乙，或者妒忌某乙而已。某甲應該要放下自己的怒火，接納某乙，甚至應該向某乙道歉。

有可能其實是某乙一直都在搞小動作，把某甲逼到抓狂，或者有其他的理由，所以才會發生這樣的事情的。不能因為跟一個人一兩次的交流經驗，而對一個人的性格下評斷，尤其不應該下負面的評斷。

## 以全概偏
相對地，以全概偏即是將通則強加至所有個例。
以全概偏有的常見形式如下：
- 將整個群體的一般性特質套用至所有個體（分割謬誤）
- 根據一般性通則否定特例的可能性（偶例謬誤）
- 某甲整體而言優於某乙時，認定某甲不會有任何一點遜於某乙；或反過來某甲整體而言遜於某乙時，認定某甲不會有任何一點優於某乙。
- 區群謬誤

## 示例
這篇論文的結論已經被推翻，所以這篇論文的每一個結論都是錯的。

整體而言是錯的不代表每一個部分都是錯的。

## 外部連結
- （繁體中文）以偏蓋全謬誤（页面存档备份，存于）